# Дачне (станція, Львівська залізниця)
Да́чне — проміжна залізнична станція Рівненської дирекції Львівської залізниці.
Розташована у селі Дачне, Ківерцівський район, Волинської області на лінії Підзамче — Ківерці між станціями Ківерці (5 км) та Луцьк (7 км).
Станом на березень 2019 року зупиняються лише електропоїзди — щодня вісім пар прямують за напрямком Сапіжанка/Стоянів/Луцьк — Ківерці/Ковель/Здолбунів.